# Zaglyptogastra dentata
Zaglyptogastra dentata är en stekelart som först beskrevs av Grosvenor.  Zaglyptogastra dentata ingår i släktet Zaglyptogastra och familjen bracksteklar. Inga underarter finns listade i Catalogue of Life.